# Gozo

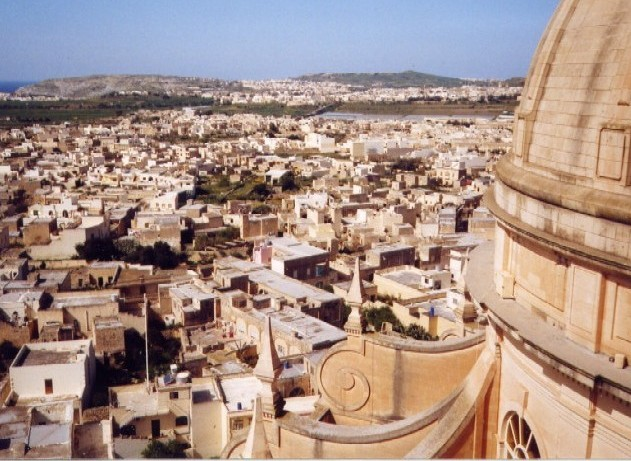
Uitzicht op Victoria

Gozo (Maltees: Għawdex) is een van de drie bewoonde eilanden die deel uitmaken van de eilandengroep Malta. Het eiland heeft een oppervlakte van ongeveer 67 vierkante kilometer; 15 km lang en ongeveer 7 km breed. De belangrijkste plaats van het eiland is Victoria, oorspronkelijk maar ook nu nog, ook Rabat genaamd.
Het eiland onderscheidt zich van Malta door de groenere aard en de rustieke omgeving. Op 1 januari 2010 had het eiland 31.295 inwoners. Er is een lijndienst met een helikopter tussen Gozo en Malta. De meeste inwoners en ook toeristen maken echter gebruik van de (auto)veerdienst die elke 45 minuten van Mġarr in de gemeente Għajnsielem naar Ċirkewwa op Malta vaart.
De belangrijkste plaatsen op Gozo zijn prima bereikbaar per bus, iedere bus rijdt minstens één keer per uur; de tijden zijn duidelijk aangegeven bij de bushaltes. Men rijdt op Gozo, evenals op Malta, aan de linkerkant van de weg.
Belangrijkste bronnen van inkomsten zijn landbouw en visserij. Daarnaast zijn er ook inkomsten uit toerisme.

## Geschiedenis
In het neolithicum kwamen de eerste inwoners op het eiland vanuit Sicilië. In 1551 kwamen Ottomaanse en Barbarijse zeerovers naar het eiland. De 5 à 6 duizend inwoners werden naar Libië verscheept, en aldaar verkocht als slaven. Verder lijkt de geschiedenis van Gozo erg op die van Malta. Uitzondering vormt de periode tussen 28 oktober 1798 en 5 september 1800 waarin Gozo autonomie had.

## Bestuurlijke indeling
Gozo is opgedeeld in volgende plaatsen:
- Fontana
- Għajnsielem
- Għarb
- Għasri
- Kerċem
- Marsalforn
- Munxar
- Nadur
- Qala
- San Lawrenz
- Sannat
- Victoria (Rabat)
- Xagħra
- Xewkija
- Żebbuġ

## Sport
Gozo wordt in het voetbal vertegenwoordigd door het voetbalelftal van Gozo. Het speelt soms internationale wedstrijden.
De eindronde van het VIVA Wereldkampioenschap voetbal 2010 voor voetbalteams die geen lid zijn van de FIFA of de UEFA, werd van 29 mei tot 6 juni 2010 in Gozo gehouden.

## Duurzaam toerisme
In het jaar 2012 heeft Gozo een QualityCoast Gold Award mogen ontvangen voor haar inspanningen om een duurzame toeristische bestemming te worden.